# Takatsukasa Fuyuhira
Takatsukasa Fuyuhira (鷹司 冬平)
(1275 - 1327) fils de Takatsukasa Kanetada et fils adoptif de Mototada, est un noble de cour japonais (kugyō) de l'époque de Kamakura (1185–1333). 

## Famille
Morohira est son fils et Takatsukasa Fuyunori son fils adoptif. 
Il occupe les postes de cour dans l'ordre ci-dessous :
- Sesshō (1308–1311)
- Daijō-daijin (1310–1311)
- Kampaku (1311–1313)
- Kampaku (1315–1316)
- Daijō Daijin 1323-1327
- Kampaku (1324–1327)

## Source de la traduction
- (en) Cet article est partiellement ou en totalité issu de l’article de Wikipédia en anglais intitulé « Takatsukasa Fuyuhira » (voir la liste des auteurs).